# Kuggörarna
Inte att blanda ihop med Kuggsören som är en finsk ö i Bottenhavet.

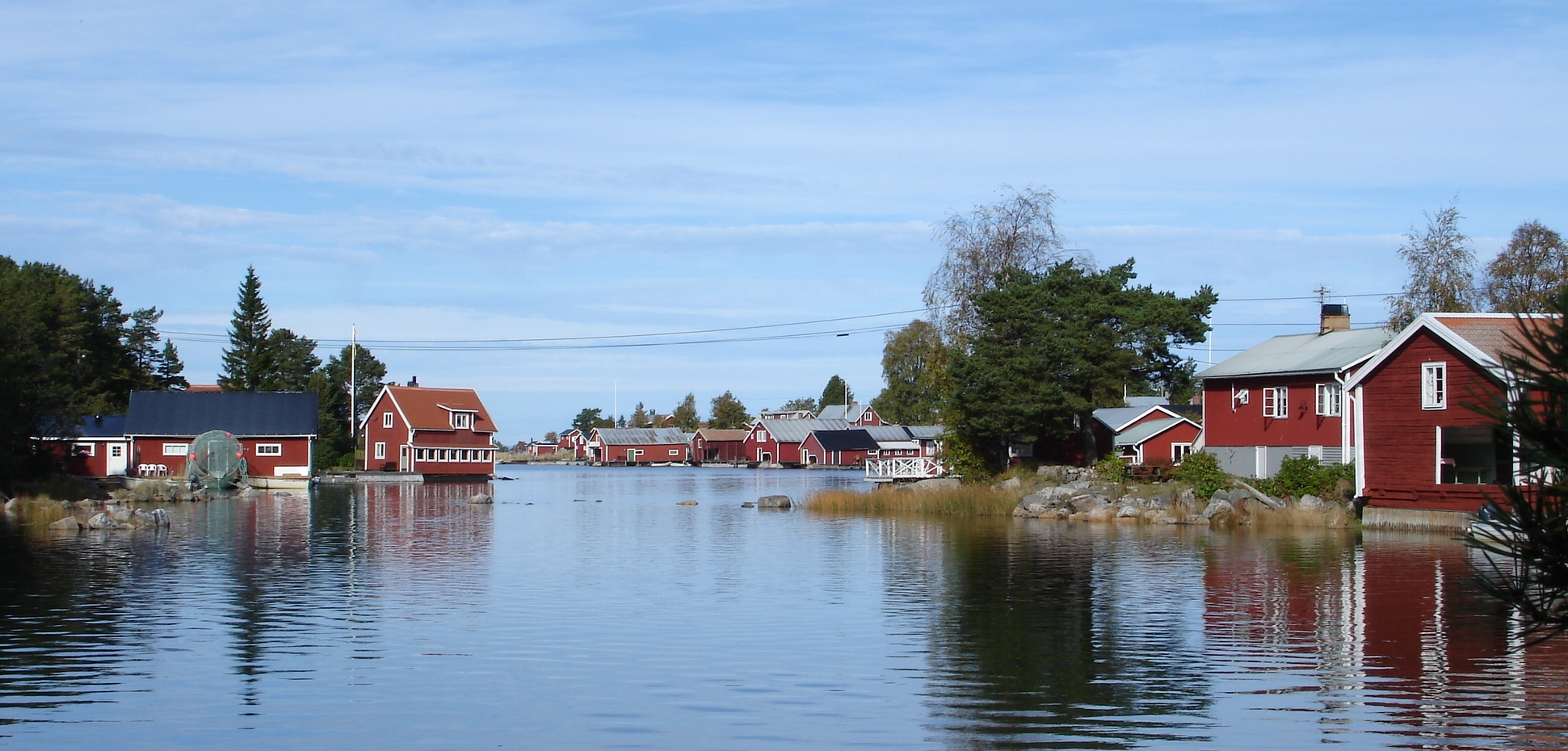
Kuggörarnas gamla fiskeläge, Hälsingland

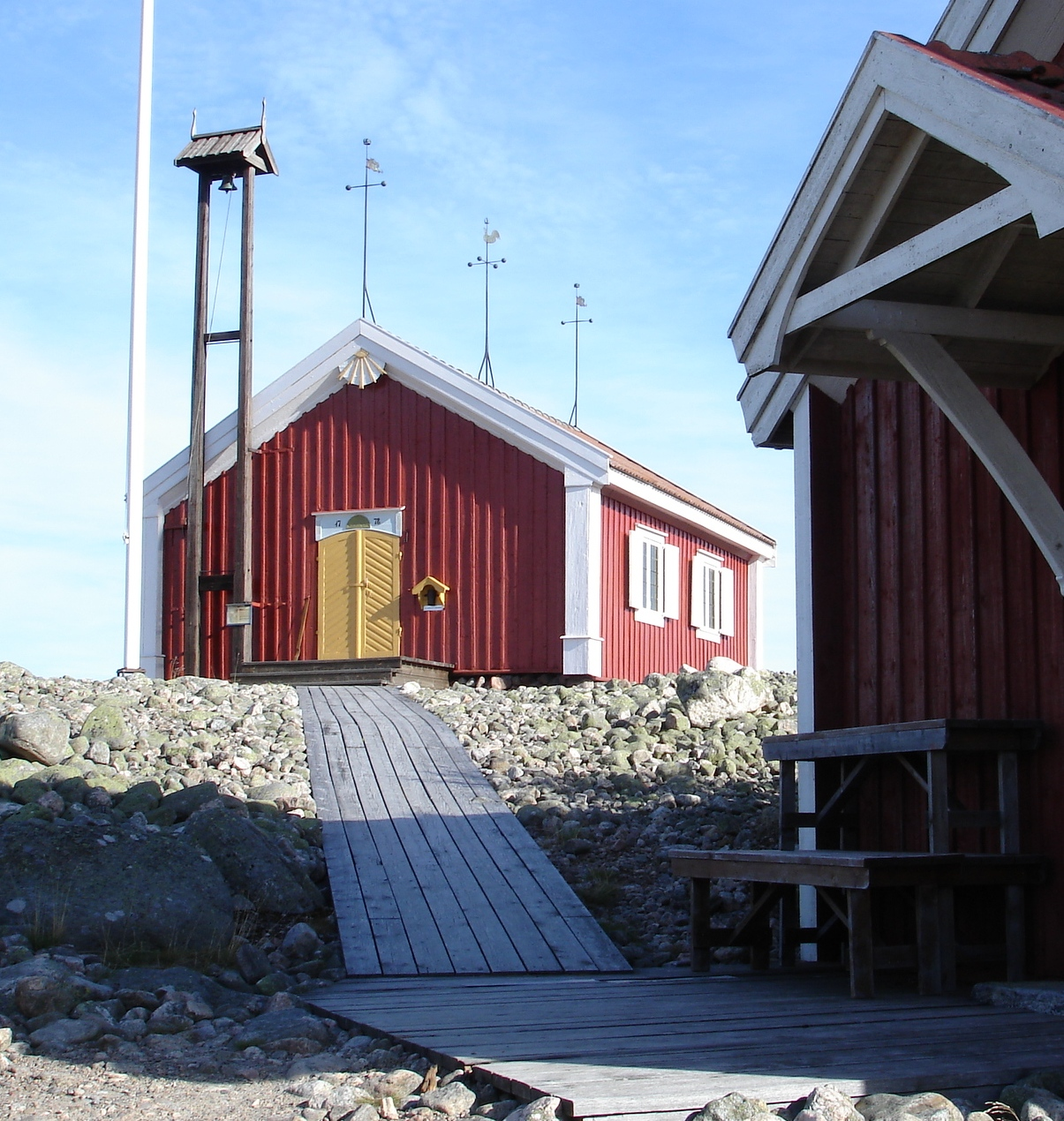
Kuggörarnas kapell, Hälsingland

Kuggörarna, även kallade Kuggören, är ett fiskeläge och en ö i Rogsta socken vid Hornslandets nordöstra udde, i Hudiksvalls kommun i Hälsingland. Från Hornslandet leder en vägbank.
Kuggörarnas fiskeläge utnyttjades av Gävlefiskarna, men man vet inte om det var de som ursprungligen anlade hamnen.
Kuggörarna nämns ofta på väderleksrapporter eftersom en väderstation är belägen där. År 2016 finns det tre yrkesverksamma fiskare som bor på Kuggörarna, men intresset för fritidsfiske är stort och det finns ett trettiotal fritidshus på ön. Bebyggelsen består av tätt liggande små stugor med sjöbodar och bryggor.
På Kuggörarna ligger Kuggörarnas kapell från 1778 och där finns även Kuggörarnas naturreservat. Varje sommar har de som bor på Kuggörarna en femkamp mot grannön, Bålsön.